# MV Esperanza
MV Esperanza é um navio operado pelo Greenpeace. Antes de pertencer ao Greenpeace, era um navio bombeiro da Marinha Soviética, construído em 1984. Foi recomissionado em 2000 e lançado em 2002 após ser chamado de Esperanza ('esperança' em espanhol) pelos visitantes do site do Greenpeace. O Greenpeace fez uma grande reforma no navio para que causasse menos danos ao ambiente e também adicionou um novo convés de helicóptero e guindastes. 
O navio tem uma classe quebra-gelo pesada, que lhe permite trabalhar nas regiões polares. Tem uma velocidade máxima de 16 nós e um comprimento total de 72,3 m. Isso o torna o mais rápido e maior navio da frota do Greenpeace.

## Equipamento de vídeo a bordo
O Greenpeace adicionou webcams ao vivo ao Esperanza em 2006. As webcams estão posicionadas na proa do navio, no mastro e na ponte. Elas enviam uma nova imagem a cada minuto ao site Defending Our Oceans e fornecem um arquivo das ações.[carece de fontes?]
Em abril de 2006 o Esperanza foi equipado com equipamentos de monitoramento subaquático de ponta, incluindo um veículo operado remotamente (ROV) que pode gravar vídeos a até 300 m de profundidade e uma câmera suaquática capaz de atingir profundidades de 1.000 m.[carece de fontes?]